# シリークア
シリークア（イタリア語: Siliqua）は、イタリア共和国サルデーニャ州南サルデーニャ県にある、人口約3,800人の基礎自治体（コムーネ）。

## 地理

### 位置・広がり

#### 隣接コムーネ
隣接するコムーネは以下の通り。括弧内のCAはカリャリ県所属を示す。
アッセーミニ (CA)
- デチモマンヌ (CA)
- デチモプッツ
- イグレージアス
- ムゼーイ
- ナルカーオ
- ヌージス
- ウータ (CA)
- ヴァッレルモーザ
- ヴィッラマッサルジャ
- ヴィッラスペチオーザ